# F (漫画)
『F』（エフ）は、六田登による日本の漫画。1986年から1992年まで『ビッグコミックスピリッツ』（小学館）にて連載された。単行本は小学館より発刊。全28巻（文庫版は全19巻）。第36回小学館漫画賞受賞作品。1988年にはテレビアニメ化された。
続編として『F REGENERATION 瑠璃』（2002年 - 2006年）、『F FINAL』（2009年 - 2011年）、『F complete』（2020年 - ）がある。

## 概要
F1ドライバーを目指す赤木軍馬（あかぎ ぐんま）と、その父で赤木財閥の長である赤木総一郎（あかぎ そういちろう）の2人を2本の軸として話は進む。レース漫画であると同時に、親子2代の戦後昭和史を描いた作品でもある。
F3・F3000とステップを上がりながらも身近な人間の死など次々と不幸が舞い込む軍馬。政界進出を目指し、理想の国づくりを胸に奮闘しながらも身内の裏切りなどで苦境に追い込まれる総一郎。両者とも苦難に遇いつつも必死でそれを克服し、前へと進む。
その中で軍馬の総一郎に対する「憎しみの対象としての父」「尊敬の対象としての父」「愛情の対象としての父」というエディプスコンプレックスの葛藤、そして最後にF1の大舞台で「越えるべき対象としての父」を越える子の姿を描く。
エピソード毎のサブタイトルが全て「F」で始まる英単語または述語になっており、最終回は「FINISH (始まり)」と題されている。単行本各巻の表紙にはF1マシンの写真が使用され、最終巻はチェッカーフラッグの写真が使われている。
シリーズ累計のコミック発行部数は2009年9月時点で800万部。文庫版で再版された際、1巻末にモータージャーナリスト今宮純が寄稿している。電子書籍版ではコミックで白黒印刷だったカラー原稿が復活し、作者が新たに加筆したページもある。

## あらすじ
赤木グループの創業者、赤木総一郎には将馬・軍馬・雄馬という3人の息子がいた。妾の子として養われた赤木軍馬は総一郎に反抗して家を飛び出し、機械いじりが得意な大石タモツを連れてフォーミュラレースの世界に足を踏み入れる。軍馬は下宿先で出遭った小森純子に好意を抱くが、頑なな純子の心を解くことができない。
軍馬は入門クラスのFJ1600で才能の片鱗をみせ、チャンピオンの聖を追って全日本F3選手権にステップアップする。病死した聖の意志を継ぎ、軍馬はF3世界一決定戦のマカオグランプリを制するが、運に見放されて全日本チャンピオンを逃す。また、元恋人のユキが自分のレース資金を支援していたことを知るが、ユキは赤木グループの内紛に巻き込まれて落命し、責任を感じた軍馬は単身日本を発つ。
ロンドンに渡った軍馬は、歌手志望のサコ、孤児のピーボーと一緒に暮らし始め、伝手で国際F3000選手権に参戦する。三男の雄馬もそれに触発され、自チームを結成してヨーロッパへ乗り込む。総一郎は日本の未来を変えるべく、グループ再編と政界進出を宣言するが、長男の将馬を篭絡した親族の策謀によって経営者の地位を失い、抜け殻のように老いた姿で異国へ旅立つ。軍馬も2年続けてチャンピオンを逃した上に、サコの殺人容疑とピーボーの事故死に遭遇する。相次ぐ不幸に傷つきながら、軍馬と純子はようやく結ばれる。
軍馬の関係者たちはF1チーム「GOKT（ゴクト）」を結成し、タモツが秘密兵器「イルカペイント」を開発してF1へ参戦する。軍馬は眼前を走る「黒い幻影」を見るようになり、F3000時代からのライバル、ジーザスから死を予言される。総一郎がフィリピンの貧村で生涯を終え、純子が長男を産もうとしている頃、軍馬はモナコGPでトップに立ち、謎の影の正体を知る。

## 登場人物
声の項はテレビアニメでの担当声優である。

### 主要人物
赤木 軍馬（あかぎ ぐんま）
声 - 関俊彦
本編の主人公。昭和41年3月26日生まれ。母親は静江で庶子として生まれるが、出生間もなく辰叔父の陰謀に巻き込まれ母と共に父・総一郎の下を去り、人里離れた山奥の粗末な小屋で母と2人で極貧生活を送る。第1話登場時は現役高校生である。軍馬が12歳の時に静江が亡くなった事と、それから父である赤木総一郎が引き取って5年経過したという描写がある。
性格は荒々しく、短気で気まぐれと身勝手でいい加減な部分が目立ち、その性格のおかげでトラブルメーカーともなっている。その上スケベな女好きで、好みの女を見つけるとすぐに手を出し、赤木家の女中の少女・ユキと肉体関係を持っていただけでなく、高校生なのにソープランドに通っては代金は父親の方にツケ払いさせていた。そのため、友人はタモツ以外に一人もいなかった。一方で負けん気が強く、豪胆な性格でもある為に見る人によっては軍馬に惹かれる独特なカリスマ性も兼ねている。「何人（なんぴと）たりとも俺の前は走らせねぇ。」（原作では「オラ」と訛る時がある。）という口癖は本作によく登場し、口癖どおり車を運転に関して天才的な能力を発揮する。
喧嘩っ早いが腕っぷしはそれほど強くなく、作中でも何度か負けている。そのほか、驚異的な動体視力をもっており、河川敷から鉄橋を通る電車の中の車内広告を一文字も読み間違える事なく解読するほど。愛人の庶子を引き取って育てられていた為に元々実家での肩身が狭く、さらに父である赤木総一郎への反発心から様々な騒動を起こして日々を送っていたが総一郎が衆議院議員に立候補したことによって、軍馬の態度や性格、度重なる反抗的な態度や地元での問題行動が取り上げられ、勘当同然に実家を追い出されてしまう。その際に高校には赤木家より退学届けを出されてしまうほどの根回しの良さだった。
居場所がなくなった軍馬は後上京し、純子が教官を務める教習所でトラブルを起こしていたところ、同じ教習所に通っていたさゆりにその豪快さを気に入られ彼女が管理人を務めるアパートに転がり込む。モータースポーツの世界に足を踏み入れる。そして多くの人々との出会いや別れを経験し次第に一流のレーシングドライバーへと成長していくとこになる。1992年のモナコグランプリにてポールポジションを取り、トップを走っていたが、シケインで大クラッシュに巻き込まれマシンもろとも海へ転落、仮死状態になりつつも一命は取り留めたがその後、F1ならずレース界からも姿を消す。真の理由は後遺症やレースへの恐怖などではなく、息子（瑠璃）の誕生が大きく影響している。
名前の由来は群馬県と赤城山から。
アニメ版では誕生年が1970年（昭和45年）、1990年4月F1参戦予定と最終回で紹介された。なお3月に開幕戦なので4月は途中参戦という形になり、さらに現実ではこの年4月にF1は開催されなかった。

大石 タモツ（おおいし タモツ）
声 - 古本新之輔
軍馬の幼馴染。第1話登場時は現役高校生で、軍馬と同じ高校で同じクラスという描写がある。父・英二郎が天才的なカーメカニックであったこともあり、幼いころから車の部品を玩具代わりにしていた事から、若くして天才的な技術を持つ。軍馬がレースをするため上京したことから、彼もまた上京を決意する。その後森岡モータースで働きながらFJ1600Bにて軍馬のメカニックとして活躍する。軍馬の無二の親友であり、そしてよき理解者でもあるため、軍馬を「真の天才」と評するもその欠点について的確に言及することが出来る数少ない人物。一旦は様々な理由から軍馬と決別し、聖のメカニックとなる。聖が死ぬ間際に世界への挑戦を託したことから和解、以後名コンビとして軍馬と共に活躍する。軍馬とともに加入したF1チーム、GOKTで「イルカペイント」なる飛躍的に空気抵抗を小さくする技術を開発しマシンに実装した（現実世界で、ペイントではないが、プラズマを利用した似たようなアイディアが検討されている。ただし有効な速度域はレーシングカーのような高速ではない）。

小森 純子（こもり じゅんこ）
声 - 玉川紗己子
軍馬達の下宿（小森荘）の大家であるさゆりの姪。さゆりの他に家族は6歳上の兄がいる。兄は別に所帯を持って既婚であり子供もいる。原作では第1巻 - 6話より登場。アニメ版は第2話より登場する。軍馬とは筑波サーキットにて知り合うも、自分勝手で粗暴な性格を見て「最低男」と評するなど嫌悪感を抱いた。軍馬が自動車運転免許証を取得しなければならなかった為、練馬区の自動車教習所にやってきた際に偶然再会する。純子は同教習所の教官もやっており、出会って間もなく軍馬から好意を持たれ始めるが、かつての恋人であった佐伯龍二というF3ドライバーをレース中の事故で亡くしたこともあり、軍馬の好意を受け入れることを拒否し続ける。初期の軍馬に対してレースをする為に何が必要かを教えた人物でもあり、運転免許証の取得に関してもタモツから土下座して頼み込まれた事から個人授業を行って免許証の取得に至っている。ユキの死は軍馬をイギリスに旅立たせる切っ掛けになった為、間接的にではあるが軍馬に対する純子の想いを決定的にさせる事象にもなった。軍馬が渡英後しばらくして純子も渡英し、英語によるコミュニケーションが取れない軍馬に変わって通訳をして滞在する事になる。物語終盤では軍馬との息子（瑠璃）を出産する。

小森 さゆり（こもり さゆり）
声 - 高橋和枝
小森荘の大家。純子の叔母。元々小森荘は亡き夫との住居であったが、夫の死を共に広すぎる家では寂しかった為に部屋を分け与えたのがきっかけ。家賃2万円で敷金・礼金はないという破格な条件。全部で8部屋あるようで軍馬が小森荘に招かれた時点で「あと2部屋ある」と言っていた為、6部屋は埋まっている模様（純子・さゆり・木下・松浦は登場しているが、ほかの2名の住民は不明）。軍馬が住んだ部屋は小森と亡き夫と愛し合った場所。その為、タモツが住んだ部屋は夫が亡くなった場所になる。周囲の方からは「おばちゃん」・「ばあさん」と呼ばれる。元気の良い若者が好きなようで、自身も似た様な性分から自動車教習所で軍馬の危険で自分勝手な走りをみて大きく共感して知り合った。アニメ版ではサーキットへ純子達とよく足を運んでいるが、原作ではそれらの描写が少なくなっている。

木下（きのした）
声 - 千葉繁
小森荘の住民で、純子と一緒にレースをやっている男性。軍馬と初めて出会った筑波サーキットでの箱車レースではドライバーをつとめていた。原作では主に標準語を使っているがアニメ版では肥後弁を使っており、セリフにも「熊本に帰ろうかな」という節がある通り熊本出身である模様。純子たちと同様に軍馬を敵対視していたが、次第に認めていくようになる。本職は松浦と同じくデザイナー。

松浦（まつうら）
声 - 山寺宏一
小森荘の住民で、純子と一緒にレースをやっている男性。主にメカニックを担当していた。当初は純子たちと同様に軍馬やタモツを敵対視していた。木下と比較すると温和な部分があり軍馬とは早く打ち解けている模様。特にFJ1600のマシンのカラーリングの際に「ポップすぎる」奇抜なカラーリングを軍馬が「ハイセンスでハイグレード」だと評した為、意気投合する。本職は木下と同じくデザイナー。

森岡（もりおか）
声 - 徳弘夏生
森岡モーターズの代表でありメカニック。タモツの友人であり、軍馬とタモツが上京後のFJ参戦を「MORIOKA Racing Team」として全面的にサポート。出会った日に「目つきがいいね!彼…」と軍馬の可能性を見抜く一場面も。FJ時代も軍馬は森岡モーターズの仕事をいいかげんながらも手伝うが、F1引退後は再び森岡のもとに身を寄せる。

岸田 秀夫（きしだ ひでお）
声 - 古谷徹
FJに参戦していたドライバー。自分のチームを持っておりメカニックも小泉という自家の使用人がいる。大学で心理学を専攻していたようで「空間における人間の心理構造」という事を体現したくレースを始めた。しかし、論理的な性格の典型的なお坊ちゃま育ちでレースに対する才能は無く、レース中に軍馬と砂井の競り合いに巻き込まれて宙を舞う事故をおこしてしまい、これにより全身打撲と肋骨数本を折る重傷を負った為にドライバーとしての人生からすぐに足を洗った。後に軍馬を支援するようになり、度々軍馬の窮地を救っている。軍馬からは「インテリ」と呼ばれる。心理学を専攻していただけあって、人心掌握力には長けている部分もあり、軍馬が1速のみで走っている理由を見抜いたりもした。また軍馬と聖との言い合いで軍馬の発言に好感をもったようで、これが理由で軍馬に接近するようになった。画力があるようで、軍馬のすば抜けた動体視力でも欺けるほどの絵でタモツを描きあげ、タモツ不在で心理的不安に陥っていた軍馬を一時的に鼓舞することに成功する。
モデルは心理学者、精神分析学者の岸田秀。

### 赤木家に関係する人々
赤木 総一郎（あかぎ そういちろう）
声 - 糸博
本編の準主人公。軍馬の父親で、巨大企業赤木グループの会長。戦時中は上等兵。戦後、東京で自分と同じ分隊にいた笠井らを拾い上げて育て群馬県に持つ膨大な山林を資本に、一代で赤木グループを巨大企業に育て上げる。強欲で自己中心的と典型的な昭和の企業経営者であり、良くも悪くも極端に自分本位な性格で己の持つ「真の理想」に向かって常に邁進している男でもあり、赤木グループが単なる親族らが牛耳っているだけのもので改革を進めていかなければならないという事も悟っていた。
第1話登場時では既に群馬県の県会議員でもある。邸宅やその周辺の舞台は「赤木村」という場所である。やがて国政を目指し始め衆議院議員に無所属で立候補する。絹子との間に将馬と雄馬をもち、静江との間に軍馬をもった。総一郎本人は、静江や軍馬を赤木家に受け入れる心構えで準備をしていたものの、自分を恨んでいる辰叔父の陰謀によって静江は赤ん坊だった頃の軍馬を連れて総一郎の前から姿を消し、2人の消息を掴むべく四方八方手を尽くすも結局見つからず仕舞いに終わる。それから12年後、静江の遺骨を持って赤木邸を訪れた軍馬から静江の死を聞かされショックを受けるものの当ても身寄りもなく出奔しようとする軍馬を見過ごせず引き取った。しかし、当の軍馬からは母を捨てた男として見られていた為に激しい対立を生んだが、実際には将馬や雄馬よりも軍馬のほうが自分と同じ才覚を見出していた面もあり「獅子は我が子を千尋の谷から突き落とす」という行動をとったとも言える。
のちに田川の策略や引きずり降ろそうとする親族の陰謀により、政界進出は愚か赤木グループの経営者としての椅子も失い失脚。ボケ状態になり、赤木家から失踪しフィリピンで客死する。

赤木 将馬（あかぎ しょうま）
声 - 梁田清之
赤木総一郎と絹子との間に生まれた長男。父を尊敬しておりプライドが高く、そして赤木家の長男という責から赤木家を継がねばならないことを自覚している。軍馬とよく衝突するが、自分勝手な上に乱暴でスケベで女にだらしがないところは2人ともそっくりである。アメリカ留学中にボクシングをしていた為、腕っぷしはめっぽう強い。留学中は経済学を専攻していた。使用人であるユキに好意をもっており、後に寵愛する。原作第8巻にて昭和38年頃に生まれている描写があるので初登場時は22歳と推定される。しかし、才覚に欠ける部分も多く、赤木家に翻弄されて妊娠中絶までしたユキから軍馬のレース参戦資金調達の為に逆に利用される。また、田川の野望によってユキを見限るように仕向けられ、さらには策略で藤野と結婚するも、ユキとの写真が口外された為にスキャンダルとなって赤木グループの代表から失脚同然となる。

赤木 雄馬（あかぎ ゆうま）
声 - 辻谷耕史
赤木総一郎と絹子との間に生まれた次男。軍馬の事を「軍馬兄さん」と呼んでいる事と「雄馬はまだハイスクールだから」という描写があることから、軍馬よりも年下で高校生である模様。温和で柔軟な性格で軍馬と仲が良く、将馬とも仲良くしている。将馬と同じくアメリカに海外留学させられており、同様に経済学を学んで帰国している。軍馬のレース活動に影響された部分もあり、後にレーシングチーム「メタモルフォーゼ」を立ち上げ代表となる。山口と契約して気難しい人物を飼い慣らせるほどの才覚を持つ。心臓に持病があるが、後に山口との衝突を経て克服した。アニメ版では車を運転する描写がある。

赤木 絹子（あかぎ きぬこ）
声 - 沢田敏子
総一郎の正妻で、将馬と雄馬の実母。田川氏の家系で辰次郎の姪。第1話より登場しているが、絹子という名前は第16巻 - 10話(FANTASTIC DREAM)に初登場する。度重なる反抗的な態度や問題行動を取る軍馬を完全に軽蔑している。その根底には赤木総一郎が自分以上に静江を愛して産んだ子だからこを疎ましく考えている愛憎の縺れである。アニメでは軍馬に対する仕打ちがより陰湿になっており、食事の際にも赤木家の人間たちは大広間の座敷に配膳する一方で、軍馬だけは離れの土間で貧相な食事を摂らせるなどしている。反面、将馬と雄馬に対しては甘い。それ故に、赤木グループの次期代表に将馬を推したいと考えている。赤木商事の株を20%所有しており、それを知っていた田川の野望と将馬を代表取締役にしたいが笠井を取り立てようとする総一郎の真意に納得出来なかった事から田川に株を譲渡してしまう。夫に負けず劣らず自己中心的な性格をしており、自分の行いを棚に上げてレースに熱を上げる雄馬に咎めたところ、株を渡した事が赤木家に混乱を齎した事を指摘されると反省するどころか泣いてごまかそうする有様であった。

静江（しずえ）
声 - 高島雅羅
軍馬の母親。軍馬が12歳の時に亡くなっている。軍馬やそれを取り巻く人々の記憶から度々エピソードとして登場する。赤木総一郎とは昭和21年に焼け野原となった東京で知り合っている。その時は母が死なれて身寄りがなくなった幼き少女だったが、17年後に料亭で女中をしていた時に再会する。愛人であったが、大変謙虚な人柄であった模様。愛人の身であっても総一郎から金品をねだったことは皆無に等しく、唯一ダイヤの指輪をねだったとのエピソードがあるがこれも祭りの夜に出店のおもちゃの指輪をせがんだので、総一郎がおもちゃでは子供じみているという理由から大粒で時価数億円相当の本物のブルーダイヤモンドの指輪を買ってきている。軍馬にとってかけがえのない肉親であり、故に総一郎の静江に対する扱いから軍馬が総一郎に対して恨みや憎しみを持つきっかけとなっている。軍馬との2人暮らしは、赤貧に喘ぐような生活でバスや自動車も通らないような獣道しかない山奥の荒れ果てた小屋で暮らしており、軍馬にいつも金に困っていたと回想している。

ユキ
声 - 水谷優子
赤木家の使用人で孤児。軍馬の恋人であり肉体関係も持っていたが将馬にも溺愛されていた。当初は利発な性格であったが、将馬の寵愛を受けるなどをして次第にしたたかに生きる女へと変貌を遂げていくことになる。しかし、死んでもなお軍馬への愛は変わることなく恋愛に関しては一途であった。
アメリカから帰国した将馬に無理矢理抱かれた上に、軍馬が総一郎から勘当を言い渡された事にショックを受け、軍馬の報復に便乗する形で総一郎が衆議院選挙を間近に控えたため、将馬と共に地元の後援会を家に呼んでもてなしている最中に、隣の座敷部屋で真昼間から軍馬と抱き合っているところを見せ付けた。その事で、赤木家に泥を塗ったという事で暇を出され出て行こうとするが、呼び止められた将馬に高級マンションの1室を買い与えられ、一生遊んで暮らせるように生活の面倒を見てもらうようになる。ユキ本人は将馬が大嫌いだったが、償いをさせるのも悪くはないと思った事と軍馬の足手纏いになりたくないという意志からこの条件を受け入れる。しかし、実際は囲われた愛人同然の生活でユキが赤木家に行くと露骨に嫌な顔をされるなど飼い殺しのような状態だった。
原作では将馬の子を身籠った事もあったが赤木家の憂いを断つよう周囲から反対を受けて堕ろした事も描かれている。やがて愛する軍馬がカーレースの世界に身を投じたものの、度重なる出費に頭を悩ませて資金繰りに困っている事を知り、ブティックを経営しその改装資金などと偽って様々な横領で金銭を工面して「スポンサー名を伏せる」という条件で黒井レーシングのメインスポンサーとなった。しかし、田川の策略によって内部調査がなされて総額1億円もの横領が発覚。すべてを失い放浪するが、一縷の望みをかけて軍馬に自分と結婚してくれとプロポーズするが、既に軍馬の方は自分より純子の方を好きになっていたため、本心を聞かされる事を怖れて軍馬とのひと時のデートの後に彼に黙って姿を消した。最終的には赤木産業本社ビルから飛び降りて絶命する。しかしこれは、田川と木田によって自殺に見せた殺人であった。ユキの死を受けた軍馬は大きなショックを受け、一時的にレースを辞めるだけでなく日本を出奔し渡英してしまう程であった。
死後の世界では純子の恋人であった龍二や、聖、ピーポー達と共に穏やかに暮らしている様子が描かれた。

笠井（かさい）
赤木総一郎の腹心。赤木総一郎とは第二次世界大戦時に同じ分隊に居た為、この頃から面識がある。昭和21年に東京の闇市で再会し、一旦は赤木総一郎を殺そうと試みるが死闘の末に遂には負け赤木総一郎に屈服してしまう。その後も総一郎に恨みは持っていたものの同時に尊敬の念も抱くようになり、やがては心から服従する。総一郎と静江を再会させる橋渡し役にもなった。総一郎の運転手時代に赤木グループのどこかの会社の社長の座を渡すと約束されるほど絶大な信頼を受けるようになり、田川が所有していた企業である田川亜鉛の代表取締役に就任すると社名を変更し赤木グループ内で5本の指に入る企業へと成長させる。田川の不穏な動きにいち早く気付き、赤木グループと総一郎を守るべく為に自身の会社の代表取締役から辞任して総一郎の懐刀として尽力する。田川の罠に嵌まって幾度か暗殺されそうになるが、豊田の協力もあってこれらを乗り越える。二度目の暗殺未遂で一旦は記憶喪失になったものの、記憶を取り戻した後は総一郎の元に戻り、寸前のところで田川の野望を打ち砕いた。後に赤木商事の取締役として就任する。

### 田川氏とその関係者
田川 辰次郎（たがわ たつじろう）
通称・辰叔父。総一郎の正妻である絹子と同じ家系。総一郎が幼少の頃からよく面倒を見てくれた叔父で経営の才覚もあり温厚な人物であったが、赤木グループの再編と笠井を社長に昇格させる際に田川亜鉛を笠井に任せることを決めた為、全く畑違いの分野である外食チェーン事業に異動されてしまう。田川は恨みを晴らすべく食堂同然だった店舗を全国チェーン展開のファミリーレストランにまで成長させ、計画実行の為に再び赤木グループの中核に入ることに成功する。田川の赤木グループ乗っ取り工作は周囲から囲い込むように徐々に成し遂げて行き、計画の成功の為にユキや木田などを誅殺していくとこも辞さないほどの冷徹さだった。また、総一郎と静江を引き離したのも田川が画策したものであり、これが原因で静江は女手一つで軍馬を育てなくてはならなくなり、赤貧の生活の中で力尽きてしまい、総一郎と軍馬の間に深い確執が生まれてしまう結果を引き起こした張本人でもあった。また、幼かった将馬に対して軍馬への悪口をある事ない事吹き込んで、2人がいがみ合うきっかけを作った元凶でもある。工作が進み乗っ取り目前まで行くが、笠井と豊田が寸前のところで阻止しついには逮捕されてしまう。

藤野 綾子（ふじの あやこ）
藤野カントリークラブのオーナーの末娘。田川が将馬に引き合わせた事と天真爛漫で明るい性格が以前のユキとかぶった事によって気に入られ、次第に将馬に取り入っていくことになる。しかし、性根はユキ以上にしたたかな女で、田川と計画を画策していくことになる。将馬と知り合う3年前にも銀行の御曹司との間で妊娠騒動を起こしている。一旦は将馬と結婚するが、田川によって仕掛けられた将馬のスキャンダル騒動によってすぐに離婚する。雄馬からもらったレースチケットで将馬と観戦するシーンで、将馬の発言に対して大きな企業を背負っていくのだから寛大な気持ちを持つようにとレースの観戦姿勢と重ねた発言もしており、乗っ取りよりも将馬に対する期待や愛情を匂わせる面も見られた。

木田 二郎（きだ じろう）
田川の腹心の一人。鹿児島出身。総会屋くずれで田川に拾われて以来汚い仕事を一身に引き受けてきた男。田川の命令でユキを将馬から引き離すべく嫌がらせを行う。ユキを強姦して鹿児島まで連れ去ろうとした所を逃げられたが、赤木産業本社ビル前でユキを再び発見して田川と共謀でユキをビルから突き落として殺害した。その後、田川の指示で母と共に島根県の美保関に移り住み、田川のファミレスチェーン店の弓ヶ浜店の店長として身を潜めた。その後、ユキの死の真相を訪ねに来た笠井に取引して真相を話す。しかし、田川側の暗殺者に口封じされてしまう。

暗殺者
豊田と笠井を狙っていた暗殺者。田川の命令に忠実で二人を殺そうと迫るも記憶を取り戻した笠井に返り討ちを喰らう。笠井が証拠として突き出そうとするも、何とか逃げることに成功する。最期は田川の元に報酬を受け取る為に現れ、ピストルで射殺された。名前に対する描写がなく、豊田からはその容姿から「たらこくちびる」と呼ばれていた。

### 黒井レーシング
黒井 和夫（くろい かずお）
声 - 大林隆介
黒井レーシングチーム代表。軍馬をスカウトしに来た。かつては第一期ホンダF1のテストドライバーであり、日本人初のF1世界選手権に参戦するであろうと評された人物。軍馬達をフロントノーズ部に人を縛り付けて載せられるように改造したRA300に同乗させ、半ば拷問のようなテストで「プロのレーシングスピード」を体現させた。軍馬をスカウトしに来た理由はユキより匿名でメインスポンサーになる申し出があった為であり、後に軍馬の才能を見出してレギュラードライバーとして軍馬を登用する。

初期はクールで不気味なイメージだったが、徐々に軍馬に本気で肩入れし次第にコミカルなキャラになり、物語の最後まで軍馬に付き合っていく。
アニメ版では、将馬の手下にチーム本拠地を襲撃され、瀕死の重傷を負う。

安（やす）/安田（やすだ）（アニメ版）
声 - 吉村よう
チームマネージャー。関西弁を話す。軍馬には「安さん（やっさん）」と呼ばれている。主にチームスポンサー担当で当時のレギュラードライバーであった武村の戦績低迷によってスポンサー離れが起き、頭を悩ませている。黒井の半ば拷問のようなテストに同伴してきた純子に対して、テストを終えた軍馬がもし泣き言を言うようであれば、それを慰めたり励ましたりしてはいけないと論する。アニメ版では将馬の手下に襲撃されて、黒井と共に傷を負う。20年前の黒井を知る数少ない人物であり、軍馬の才能を20年前の黒井と重ね「ドキドキさせてくれるドライバー」だと高く評価した。アニメ版第26話にて、岸田が「安田さん」と呼んでいるシーンがある為、本名は安田だと思われる（エンディングでも安田とクレジットされている）。

英二郎（えいじろう）
声 - 辻村真人
大石タモツの父。姓は明かされていない。群馬県出身でタモツと同じく天才的なメカニックであり、レースの世界に身を投じる為に家族と別れて東京に出た。「マシンは人間みたいに裏切らない。」が口癖でアルコール中毒になっている模様。原作では黒井レーシングのメカニックとして所属しているが、アニメ版では浅草の言問橋の近くにある廃墟となったガソリンスタンドをねぐらにしているフリーのメカニック。ガレージには素晴らしく程度が良く細部までセッティングが行き届いたF3マシンが鎮座している。アニメ版でも黒井や安と既に面識があるようで、F3ドライバーとしてマシンを借りたいと何度も頼みに来る軍馬にマシンを提供して軍馬のレースキャリアと黒井レーシングの存続に貢献した。

武村 五郎（たけむら ごろう）
声 - 大塚明夫
黒井レーシングのF3ドライバーで3年経験して後方争いばかりだった。軍馬が加入して、黒井から今後の身の振り方を考えるように言われ、軍馬と同じマシンに乗ってどちらが速いかを見極めてから自分の進退を決めようと提言する。その結果、初めてF3マシンを駆った軍馬に競り負けたことで、レーシングドライバーとしての夢は諦めた。その後、プレス関係者となってレースカメラマンに転身した。パンチパーマで族上がりである模様。自称「軍馬しか撮らないカメラマン」。

### ハンスレーシング
ハンス・ハンセン
オールマンに軍馬を紹介された人物。テスト3週で軍馬の才能を見極め、セカンドドライバーとして契約した。

マイケル・コリンズ
ハンスレーシングのチーフメカニック。

ラリー・ニューマン
ハンスレーシングのメカニック。

ベン・アンダースン
ハンスレーシングのチームマネージャー。

デヴィッド・ルイス
ハンスレーシングに所属するファーストドライバー。合同練習の際、軍馬と同じくドライビングの後は勃起して女を抱きたくなるという性質に同じ人間性を見出して褒めた。しかし、後に両足を切断する大事故に遭ってしまいレーサーとしての生命を絶つ事になった。

### イギリスの人々
グレッグ・オールマン
元F1レーサーで、イギリスのレーシングスクールの校長。マカオグランプリを観戦していた観客の一人で、軍馬のドライビングに危険性を見出して難色を示して訴えたが、英語を理解できるのが純子しかいなかった為、その訴えはほとんど通じなかった。イギリスにて軍馬と再会する。F1界にも権威があり、バーニー・エクレストンにも通じるパイプラインをも持っている。軍馬をレーシングドライバーにするべく下働きから始めさせ、素質を見込んでハンスにF3000ドライバーとして紹介する。

アンナ
グレッグの妻。ただし、登場してすぐに「53回目の離婚」をする為「Missアンナ」と呼ばれている。日本語を少し習得しており、夫に日本語を教えた張本人である。

原 久子（はら ひさこ）（サコ）
軍馬がロンドンで知り合った日本人女性。福岡県出身。ロンドンのパブで歌手をやっており「サコ」と呼ばれていた。軍馬と出会って孤児のピーボーと共に幸せな時間を過ごしていたが、軍馬はF3000のセカンドシートを射止める結果となり、サコ本人も元恋人であるジョージと2年ぶりに再会し、プロデューサーとなった彼の力を使ってメジャーデビューを果たす。それぞれが大きな存在となった事やデビューして音楽の道を歩む過程で、ピーボーの将来の幸せを考えた場合にジョージを選ばなければならない自分への苛立ちや諦めから軍馬と決別してジョージと結婚することを決意する。しかし、その事に大きなストレスを感じたピーボーが周囲にジョージとサコの関係を語ってしまった為、ジョージの独立話は無くなり結婚話も白紙になった。この事が起因してジョージの逆恨みからピーボーを勝手に養護施設に預けてしまった為に口論となりジョージを刺殺し、日本へ強制送還された。故郷の博多で軍馬と再会したが、事件のショックで記憶障害になり、軍馬やロンドンでの事は完全に忘れていた。

タイソン
黒人の体格の良い男。ボクシングは非常に強い。当初は腕ずくでサコを物にしようとしていたが、軍馬が現れてから次第に諦めるようになった。軍馬には車の一件で頭が上がらなくなったらしく、そこからは尊敬の念を抱いている。

ジョージ
サコの元恋人。サコが軍馬と知り合う3年前から1年ほど同棲していた。その間はピーボーからも慕われていたようでまるで父親代わりになっていたが、突然同棲を解消して居なくなる。2年後、ABCレコードの音楽プロデューサーとしてのし上がった彼は再びサコの前に現れる。軍馬とサコの取り合いとなり、サコを独り占めしたいが為と自らのレーベルを立ち上げる為に動いたが2年の間にピーボーのジョージに対する気持ちが離れてしまった事とが起因して独立寸前のところで発覚する。事が発覚した理由がピーボーが自棄になってサコとジョージの関係を言いふらした為だった。その結果、怒りの矛先をピーボーに向けた結果、養護施設に強制的に預ける。さらには、その事が原因となりサコとの口論の末、包丁で刺殺された。

ピーボー
ロンドンでサコと一緒に暮らしていた孤児の少年。名前の由来は、死んだ母親を救急車がピーボーピーボーと鳴らして運んだ事から来ている。孤児故に愛に飢えている部分が多く描かれており、故に自分を一度捨てたジョージの事をどのようにしても許せなかった事がうかがえる。最終的には逆恨みされたジョージによって強制的に養護施設に預けられるが脱走する。このことが原因で次に軍馬と再会するときには手の付けられないくらいの不良になってしまう。誤解から軍馬を逆恨みするが、のちに和解。その後は軍馬と同じレーサーの道を進むが、事故に遭い軍馬の腕の中で絶命する。

ロン
不良になったピーボーの子分の一人。ピーボーがレーサーへの道を進む際にピット見習いとしてチームに合流する。

ドン
不良になったピーボーの子分の一人。ロンと共にピット見習いとしてチームに合流する。

### ライバルたち
聖 一人（ひじり かずと）
声 - 鈴置洋孝
軍馬の最初のライバルとなるFJ1600Bにおいて2年連続チャンピオンのドライバー。医者の息子である為に資金力にも恵まれ、カリスマ性の高い人格者でもある。「チーム聖」の代表でもあり、高い野心をもつ人物で自分が欲しいと思ったものは何でも手に入れてきた。軍馬が駆る型落ちのベルコのマシンがストレートスピードの驚異的な伸びに関心を示し、軍馬につくメカニックに逸材(＝タモツ)がいることを見抜き、徐々に接近し自らのチームへの引き入れを画策していく。恋人でありチームの片腕にルイ子がおり、特にタモツの引き入れに関してはルイ子と共に様々な手を尽くして繰り広げていくことになる。軍馬よりも先にF3へとステップアップしていくが、半ば焦りとも取られるほどの急ぎ足で駆け上がっている姿の根底には、聖自身が不治の病に侵されていた為であり、残り少ない人生をレースに費やす。次第に発作や幻覚が現れるようになり、死期を悟った聖は鈴鹿サーキットでのF3レースにて軍馬に対して自分についていくように伝える。それは自分が成し遂げることが出来なかった世界への挑戦を軍馬に託そうとしたせめてもの餞であった。レースでは軍馬との壮絶なデッドヒートが繰り広げられ、遂には軍馬が競り勝ち聖は最終ラップでコースアウトする。タモツと軍馬には世界を託す意味で自らのレーシンググローブを渡して絶命する。アニメ版では第1話に登場するBMW（ベンベ）の男として登場している。軍馬に「俺の前を走る男の中で唯一好きになった男」と言わしめるほど大きな影響を残した。

砂井 コウイチ（すない こういち）
声 - 田中和実
FJに参戦しているドライバー。聖とは仲が良く、成績も聖ほどではないが上位に位置するドライバー。原作の愛車はサバンナRX-7で軍馬がサーキットに向かう途中、トラックを軽々と抜いていった事から因縁が勃発。砂井は軍馬に対して初参加ならちゃんと挨拶したほうがいいと勧めるが、軍馬の履き違えた「紳士的態度」で激昂し喧嘩となる。その後、サーキットにて砂井のほうから幅寄せを仕掛けると軍馬が靴を投げつけ、さらには投げつけられた靴を砂井が投げ返すと今度は軍馬がヘルメットを投げつけてきた為、しまいにはパルクフェルメで大乱闘を起こして完全な確執状態となったが、後に和解した模様。

阿部 ヒロシ（あべ ひろし）
FJ1600に参戦しているドライバー。砂井から金を借りているようで、軍馬を妨害するように頼まれる。以降の登場はないものの、アニメ版第30話のF3公式予選終了後のスターティングリッド名簿にて聖の一つ後方の9番グリッドを獲得している事がうかがえる。

山口 音也（やまぐち おとや）
聖亡き後に軍馬のライバルとなるドライバー。祖母の容態が心配だった為、西日本サーキットのみスポット参戦していた。最愛の祖母が亡くなると、フル参戦をする。軍馬ほどの速さがあるドライバーではないが、着実にポイントを獲りにくるドライバーであり、危険を冒してまで上位を狙うよりも安全に入賞を狙うほうを選ぶタイプ。後に雄馬が代表となるチーム「メタモルフォーゼ」に所属するドライバーとなる。運を引き寄せる力があるようで、軍馬と対照的に幸運な勝利をするという描写が多い。軍馬に負けず劣らずのビッグマウスであるが、軍馬の速さを理解している一人であり、彼もまた軍馬からの影響によって実力をつけていくものの、軍馬を追い越せない焦りから自分の内に秘めていた狂気に飲み込まれていくこととなる。

ジーザス・クライスト
ハンス・レーシングのドライバー。1971年生まれ。イギリス・マン島出身。12歳の時にエンツォ・フェラーリと偶然出会いカートをプレゼントしてもらう。カートをステップアップしてからはフォーミュラ・フィアット、フォーミュラ・フォードにエンツォの後援にて徐々にステップアップしていった。軍馬が負傷した際に代役としてアラン・プロストが紹介した。プロストは彼を「ジル」と呼んでいる。F3など下位カテゴリーでは目立った戦績を上げていないドライバーであったが、F3000で走らせてみてその神がかった走りからハンスが一目惚れして契約してしまう。その結果、軍馬は契約を解除されてしまう。やがてはF1にいたるまで軍馬のライバルとなる。身に降りかかる災厄を超能力のような予感で感じ取り、不吉な予言を軍馬を始めとするレーサーたちに投げかける。彼自身の思い込みによるところが大きく、自分の予感を過信しすぎる脆さがある。

ローラン・オースター
国際F3000選手権に参戦する若手ドライバー。苦労してステップアップしてきたこともあり、ジーザスに忠告された予言に激高し軍馬を交えて乱闘となる。予選終了後には軍馬に良いレースをすることを誓ったが、その決勝でスタート直後の多重事故に巻き込まれ死亡した。

### 第34回マカオグランプリに登場するドライバー
マーティン・ドネリー
カーナンバー11。ポールポジション。2位を走行中に軍馬に対してオーバーテイクを仕掛けたところクラッシュを喫しリタイアした。余談ではあるが、史実の第34回（1987年）マカオグランプリの優勝者である。

S・モデーナ
カーナンバー12。第33回（1986年）マカオグランプリのポールシッター。本作では予選フロントロー獲得。

E・ピッロ
カーナンバー7。予選3番手。

J・ハーバート
カーナンバー8。予選4番手。

B・ガシュー
カーナンバー6。予選5番手。

M・グージェルミン
予選8番手。予選6番手。

サックエル
予選9番手。

J・ラマース
カーナンバー9。予選11番手。2位まで上げてきて軍馬と並ぶも、コンクリートフェンスに乗り上げて木にマシンが引っかかってリタイヤ。

J・ベイリー
カーナンバー3。リスボアコーナーでグージェルミンと軍馬と共に1位争いをしている最中、軍馬のドリフトによって行き場所を失いタイヤバリアに激突してリタイヤとなった。

ベルタッジア
軍馬の意識が朦朧として走りに精彩を欠いた時に軍馬を抜いて2位に浮上したカーナンバー25のマシン。ヘアピンで軍馬が強引にインから攻めた結果、ベルタッジアのマシンが軍馬のマシンのリアに当たってしまい、その反動で左からガードレールに突き刺さる形でクラッシュしリタイヤ。

### 国際F3000に登場するドライバー
マーティン・ブランドル

JJ・レート

エリック・コマ

エンリコ・ベルタッジア

ゲイリー・ブラバム

ディモン・ヒル

マーチン・ドネリー

### その他
ルイ子（ルイこ）
声 - 佐久間レイ
聖の恋人。アニメ版では第1話から登場。原作では第2巻 - 5話(FLEDGLING)より登場。北海道出身。高卒と同時に上京して水商売やモデルなどを転々としながら聖と知り合う。左目の下に泣きボクロのある美女で、タモツを聖に誘い入れる際に性的な誘惑をして試みたりもした。性癖に病的なものもあるようで聖宅にあるF3マシンのエンジン音やその振動に官能的な反応を示し、その様子を聖や軍馬から「病気」だと評されている。聖の死の際、アニメ版では倒れ込むのみの描写であるが、原作では睡眠薬を過剰摂取しての自殺を図ったがタモツに助けられている。その後、純子とは打ち解けた関係となり北海道に帰郷し、七平という小学校の同級生だった牧場主の息子と再会して暮らし、子を身籠った。

佐伯 龍二（さえき りゅうじ）
声 - 中田譲治
純子の元恋人。将来有望な国内F3レーサーで「星野や中島を抜けるのは龍二だけだろう」と称されていた。レースが終わったら純子に結婚の約束をしていたが、事故死する。

葛西（かさい）
声 - 若本規夫
アニメ版に登場。JAFモータースポーツ部の担当者で同協会の専務理事。国内のモータースポーツライセンスに影響を与える人物。将馬の策略によって軍馬からモータースポーツライセンスを剥奪するが、聖による仲裁によって事件を再調査し剥奪を撤回する。

根本（ねもと）
声 - 二又一成
フリーのメカニック。腕は良いとの評判だがオイルアレルギーで油を触ると肌にぶつぶつが出来るのとオネエ言葉をよく使うのがたまにキズ。タモツの代役として急遽10万円でかり出された。アニメ版では第21話、第22話に登場する。砂井の策略でメカニックとの信頼関係に亀裂を入れて軍馬を陥れようと真偽が定かではない過去を伝えられ、疑心に駆られた軍馬が「オレ、お前の好みか?」と聞くシーンで原作とアニメとでは返答が違う。原作では「大嫌いよ!」であるが、アニメ版では「愛してるわよ!」である。

小泉（こいずみ）
岸田の使用人でメカニック。自分の事を「ジイ」と呼ぶ。自分でマシンをいじれないようですべて業者発注にしている模様。

豊田 有里（とよた ゆり）
高崎市に住んでいた推理作家志望の女子短大生。ロードバイクでサイクリングしていたところ、笠井が暗殺されそうになった事故現場に遭遇する。そこで笠井が将馬に渡す予定だった重大な証拠が入ったバッグを発見する。事の大きさを知った豊田だったが推理作家志望ということもあって探偵まがいの行動をとるようになり、やがては笠井の身辺を探るうちに様々な危険に巻き込まれていく。
名前は前橋市出身のSF・推理作家豊田有恒から。

祐介（ゆうすけ）
豊田の元カレ。

カルロ
フィリピンのネグロス島で有里が出会った青年。両親と妹は亡くなっており、また自身の境遇から日本人を嫌悪する一面がある。彼の存在により総一郎と笠井の消息が判明する。

## テレビアニメ
キティフィルム・フジテレビの製作でテレビアニメ化され、1988年3月から12月まで全31話が放送された。当初は制作局のフジテレビをはじめ、同局系列の放送局において水曜19時30分 - 20時00分で放送され、系列外の放送局の一部でも時差ネットで放送されたが、1988年9月28日初放送の第21話をもって全国ネットでの放送を終了した。第22話以降は、フジテレビではローカルセールス枠に移動して放送されたが、多くの放送局は第21話で放送を打ち切った。
最高視聴率は13.5%、平均視聴率は10.7%を記録した（いずれも関東地区・ビデオリサーチ社の調査による）。

### スタッフ
- 原作 - 六田登[4]
- 監督 - 真下耕一
- 製作 - 多賀英典
- 企画 - 落合茂一
- シリーズ構成・脚本 - 高屋敷英夫
- キャラクターデザイン - 工藤柾輝
- メカニックデザイン - さとうともひこ
- 美術監督 - 新井寅雄
- 録音演出 - 斯波重治
- 撮影監督 - 吉田光伸
- 音楽 - 星勝、矢萩渉
- プロデューサー - 中尾嘉伸、松下洋子、鈴木聡、久保真
- アニメーション制作 - スタジオディーン
- 制作 - フジテレビ[4]、キティ・フィルム[4]

### 主題歌
「F」
沢向要士とTHE BURSTによる第1話 - 第21話のオープニングテーマ。作詞は沢向要士、作曲は野口久和、編曲はTHE BURST。
「LOVE AFFAIR」
清水宏次朗による第22話 - 第31話のオープニングテーマ。作詞・作曲は飛鳥涼、編曲は十川知司。
「邪魔はさせない」
蛎崎弘 + "r" Projectによる第1話 - 第21話のエンディングテーマ。作詞は小林まさみ、作曲・編曲は武沢豊。
「You are my Energy」
原田真二による第22話 - 第31話のエンディングテーマ。作詞・作曲・編曲は原田真二。

### 各話リスト
| 話数   | サブタイトル                                       | 絵コンテ   | 演出       | 作画監督   | 初放送日      |
| ------ | -------------------------------------------------- | ---------- | ---------- | ---------- | ------------- |
| 第1話  | 夢はF1! 俺は世界最速!!なんぴとも俺の前を走らせねェ | 真下耕一   | 石山貴明   | 工藤柾輝   | 1988年 3月9日 |
| 第2話  | サイテー男の決意 オラ東京サ行くだ！                | 谷田部勝義 | 谷田部勝義 | 音無竜之介 | 3月16日       |
| 第3話  | 前略タモツ殿！東京は美女ばかりだゼ…                | 澤井幸次   | 澤井幸次   | 中嶋敦子   | 3月23日       |
| 第4話  | 男の友情ウラオモテ それでも夢は世界一              | 石山貴明   | 杉島邦久   | 河南正昭   | 4月13日       |
| 第5話  | 純子の個人授業！これで免許も俺のモノ               | 古川順康   | 古川順康   | 中嶋敦子   | 4月20日       |
| 第6話  | 純子の愛！彼は極限を見たスピード野郎               | 真下耕一   | 杉島邦久   | 河南正昭   | 5月11日       |
| 第7話  | さすらいの少女ユキ 愛する人はあなた…               | 谷田部勝義 | 谷田部勝義 | 工藤柾輝   | 5月18日       |
| 第8話  | 激突！軍馬×聖!!アクセルも泣いてるゼ                | 澤井幸次   | 澤井幸次   | 音無竜之介 | 5月25日       |
| 第9話  | 天才は俺だ！出た軍馬の必殺ドライブ!!               | 石山貴明   | 谷田部勝義 | 工藤柾輝   | 6月1日        |
| 第10話 | 軍馬ピンチ！ライバル聖がタモツに接近               | 古川順康   | 古川順康   | 中嶋敦子   | 6月8日        |
| 第11話 | 嵐の筑波サーキット もう一人の天才出現              | 澤井幸次   | 澤井幸次   | 河南正昭   | 6月22日       |
| 第12話 | 炎の予選会！ポールポジションを狙え!!               | 谷田部勝義 | 谷田部勝義 | 工藤柾輝   | 6月29日       |
| 第13話 | 遂に決戦！軍馬×聖 極限のデッドヒート               | 杉島邦久   | 杉島邦久   | 音無竜之介 | 7月6日        |
| 第14話 | さらば軍馬！ライバル聖のF3進出宣言                 | 古川順康   | 古川順康   | 河南正昭   | 7月20日       |
| 第15話 | 東京をぶっとばせ！軍馬の秘（まるひ）バイト作戦     | 澤井幸次   | 澤井幸次   | 中嶋敦子   | 7月27日       |
| 第16話 | 軍馬の帰郷！彼を待つとんでもない秘密               | 真下耕一   | 高木真司   | 水村良男   | 8月3日        |
| 第17話 | 故郷との決別！軍馬明日に向って走れ!!               | 小島多美子 | 茂木智里   | 工藤柾輝   | 8月10日       |
| 第18話 | 揺れるタモツ！聖に隠された恐ろしい秘密             | 杉島邦久   | 杉島邦久   | 音無竜之介 | 8月17日       |
| 第19話 | やっぱり天才？軍馬ぶっちぎりの大爆走               | 澤井幸次   | 澤井幸次   | 河南正昭   | 8月31日       |
| 第20話 | つかのまの初優勝！親友タモツの裏切り               | 真下耕一   | 遠藤徹哉   | 中嶋敦子   | 9月21日       |
| 第21話 | 心は砂漠色？軍馬は一人きりの再スタート             | 澤井幸次   | 澤井幸次   | 音無竜之介 | 9月28日       |
| 第22話 | 帰ってきたタモツ？軍馬バリバリ大逆転               | 澤井幸次   | 遠藤徹哉   | 河南正昭   | 10月21日      |
| 第23話 | 鈴鹿で激突！軍馬×聖!!俺がチャンプだ                | 真下耕一   | 古川順康   | 工藤柾輝   | 10月28日      |
| 第24話 | 連戦連勝の軍馬！遂にF3への招待が…                  | 杉島邦久   | 杉島邦久   | 音無竜之介 | 11月4日       |
| 第25話 | 軍馬もお手上げ？じゃじゃ馬F3に乗る                 | 真下耕一   | 遠藤徹哉   | 中嶋敦子   | 11月11日      |
| 第26話 | F3デビュー直前 軍馬を襲う黒い魔の手                | 澤井幸次   | 澤井幸次   | 工藤柾輝   | 11月18日      |
| 第27話 | ライセンスはく奪 もう軍馬は走れない！              | 古川順康   | 古川順康   | 中嶋敦子   | 11月25日      |
| 第28話 | 聖に忍び寄る病魔 でも俺は死を恐れない              | 杉島邦久   | 遠藤徹哉   | 工藤柾輝   | 12月2日       |
| 第29話 | 軍馬のケジメ！男は敵の情けに甘えない               | 澤井幸次   | 澤井幸次   | 中嶋敦子   | 12月9日       |
| 第30話 | 軍馬VS聖！ファイナルカウントダウン                 | 古川順康   | 古川順康   | 中嶋敦子   | 12月16日      |
| 第31話 | さらば軍馬！めざせ世界最速の男!!                   | 澤井幸次   | 澤井幸次   | 工藤柾輝   | 12月23日      |

### 放送局
全国ネット時代（第21話まで）の放送局について、放送時間は個別に出典が提示されているものを除き1988年6月時点のものとする。
| 放送期間                                | 放送時間                              | 放送局         | 対象地域       | 備考                  |
| --------------------------------------- | ------------------------------------- | -------------- | -------------- | --------------------- |
| 1988年3月9日 - 3月23日 1988年4月 - 不明 | 水曜 19:00 - 19:30 →不明              | テレビ長崎     | 長崎県         | [ 注 4 ]              |
|                                         | 水曜 19:00 - 19:30 日曜 18:00 - 18:30 | 鹿児島テレビ   | 鹿児島県       | [ 注 4 ]              |
| 1988年3月9日 - 9月28日                  | 水曜 19:30 - 20:00                    | フジテレビ     | 関東広域圏     | 制作局                |
|                                         |                                       | 北海道文化放送 | 北海道         |                       |
|                                         |                                       | 仙台放送       | 宮城県         |                       |
|                                         |                                       | 秋田テレビ     | 秋田県         |                       |
|                                         |                                       | 山形テレビ     | 山形県         |                       |
|                                         |                                       | 福島テレビ     | 福島県         |                       |
|                                         |                                       | 新潟総合テレビ | 新潟県         | 現・NST新潟総合テレビ |
|                                         |                                       | 富山テレビ     | 富山県         |                       |
|                                         |                                       | 石川テレビ     | 石川県         |                       |
|                                         |                                       | 福井テレビ     | 福井県         |                       |
|                                         |                                       | 長野放送       | 長野県         |                       |
|                                         |                                       | テレビ静岡     | 静岡県         |                       |
|                                         |                                       | 東海テレビ     | 中京広域圏     |                       |
|                                         |                                       | 関西テレビ     | 近畿広域圏     |                       |
|                                         |                                       | 山陰中央テレビ | 島根県・鳥取県 |                       |
|                                         |                                       | 岡山放送       | 岡山県・香川県 |                       |
|                                         |                                       | テレビ新広島   | 広島県         |                       |
|                                         |                                       | 愛媛放送       | 愛媛県         | 現・テレビ愛媛        |
|                                         |                                       | テレビ西日本   | 福岡県         |                       |
|                                         |                                       | サガテレビ     | 佐賀県         |                       |
|                                         |                                       | テレビ熊本     | 熊本県         |                       |
|                                         |                                       | テレビ宮崎     | 宮崎県         |                       |
|                                         |                                       | 沖縄テレビ     | 沖縄県         |                       |
| 1988年3月30日 - 10月19日                | 水曜 17:30 - 18:00                    | テレビ山口     | 山口県         | [ 7 ] [ 8 ]           |
| （遅れネット）                          | 火曜 17:30 - 18:00                    | 青森放送       | 青森県         |                       |
|                                         | 火曜 17:00 - 17:30                    | テレビ岩手     | 岩手県         |                       |

| 放送期間                       | 放送時間           | 放送局         | 対象地域   | 備考          |
| ------------------------------ | ------------------ | -------------- | ---------- | ------------- |
| 1988年10月21日 - 12月23日      | 金曜 17:25 - 17:55 | フジテレビ     | 関東広域圏 | 制作局        |
| 1988年10月24日 - 1989年1月30日 | 月曜 16:30 - 16:55 | 関西テレビ     | 近畿広域圏 | [ 9 ] [ 10 ]  |
| 1988年10月28日 - 1989年1月20日 | 金曜 17:00 - 17:30 | 北海道文化放送 | 北海道     | [ 11 ] [ 12 ] |
| 1988年11月2日 - 1989年1月11日  | 水曜 17:30 - 18:00 | テレビ山口     | 山口県     | [ 13 ] [ 14 ] |

同時ネットだったフジテレビ系列局のほとんどでは、第21話を最後に放送が打ち切られた。その第21話が第22話との前後編だったため、視聴者から問い合わせが相次いだ。その後、テレビ新広島（広島県）やテレビ西日本（福岡県）などでは第1話 - 第21話の再放送の後に、未放送だった第22話 - 第31話も続けて放送されている。また、関西テレビ（近畿広域圏）では第21話の放送から約1ヵ月後に、放送時間を月曜日16時台後半に移して第22話以降が放送されたが、放送スポンサーは付かず、CM無しで25分番組としての放送だった。中京広域圏では東海テレビでの打ち切り後、日本テレビ系列局の中京テレビで改めて全話放送された。また、テレビ長崎・鹿児島テレビでもネットされる予定だったが、取り下げられた。
| フジテレビ系列 水曜 19:30 - 19:58                            | フジテレビ系列 水曜 19:30 - 19:58                                   | フジテレビ系列 水曜 19:30 - 19:58                                                            |
| 前番組                                                       | 番組名                                                              | 次番組                                                                                       |
| ------------------------------------------------------------ | ------------------------------------------------------------------- | -------------------------------------------------------------------------------------------- |
| めぞん一刻 （1986年3月26日 - 1988年3月2日） - ※19:30 - 20:00 | F（第1話 - 第21話） （1988年3月9日 - 9月28日） - ※ここまでアニメ枠  | クイズ!年の差なんて （1988年10月26日 - 1990年9月19日） - ※10月以降は木曜 19:00 - 19:54で放送 |
| フジテレビ系列 水曜 19:58 - 20:00                            |                                                                     |                                                                                              |
| めぞん一刻 （1986年3月26日 - 1988年3月2日） - ※19:30 - 20:00 | F （1988年3月9日 - 3月23日） - ※ここまでアニメ枠 - ※2分縮小して継続 | ショットガン （1988年4月 - 1989年3月）                                                       |
| フジテレビ 金曜 17:25 - 17:55                                |                                                                     |                                                                                              |
| 再放送枠                                                     | F（第22話 - 第31話） （1988年10月21日 - 12月23日）                  | 再放送枠                                                                                     |